# The Secret Life of Bees
The Secret Life of Bees is een film uit 2008 onder regie van Gina Prince-Bythewood. De film is gebaseerd op het gelijknamige boek van Sue Monk Kidd en ging in première op het Toronto Film Festival.

## Verhaal
De film speelt zich af in South Carolina in 1964, in de periode dat in de stad een strijd aan de gang was voor de burgerrechten. Lily Owens is een 14-jarig meisje dat opgroeit bij haar kwaadaardige vader. Haar moeder verdween uit haar leven toen ze nog een klein kind was en volgens haar vader komt dit omdat ze haar per ongeluk heeft neergeschoten. Lily is erg bang voor haar vader, maar kan goed overweg met haar huishoudster, de kleurlinge Rosaleen Daise. Op een dag wordt Rosaleen lastiggevallen door een stel racisten. Ze komt voor zichzelf op en wordt daarom in elkaar geslagen en naar het ziekenhuis gebracht.
Lily was getuige van dit incident en bevrijdt haar, waarna ze samen op de vlucht slaan. Ze kloppen na enkele tijd reizen aan bij het huis van August Boatwright. Hoewel zij niets gelooft van Lily's verhaal dat ze op weg is naar haar tante, biedt ze haar en Rosaleen onderdak. Ook zus May ontvangt hen met open armen, maar June vermoedt dat er iets niets klopt aan haar verhaal. Tijdens hun verblijf, werkt Lily met Zach in de bijenhouderij en helpt Rosaleen in het huishouden. Lily is erg dol op Zach en langzaam maar zeker krijgen ze een steeds hechtere band.
Op een dag besluiten de twee naar de bioscoop te gaan. Dit wordt gezien als een groot schandaal, omdat Lily blank is en Zach gekleurd. Zach wordt afgerost en moet de gevangenis in. May, die sinds de dood van haar tweelingzus April erg getraumatiseerd is, kan het nieuws dat Zach misschien vermoord zal worden niet goed verwerken. Ze stort volledig in en rent naar buiten het bos in. August, June en Lily proberen haar te zoeken en treffen uiteindelijk haar levenloze lichaam aan in het water.
Niet veel later barst Lily in tranen uit en geeft aan August toe dat ze denkt dat het haar schuld is dat zowel May als haar moeder zijn overleden. August vertelt haar dat ze haar moeder goed heeft gekend en dat zij niet is overleden, maar het dorp heeft verlaten. Lily is aanvankelijk boos dat haar moeder haar in de steek heeft gelaten, maar August verzekert haar dat ze niet langer bij haar man kon blijven en zelfs een keer terugkwam om haar te zien.
De volgende dag worden ze bezocht door vader T. Ray, die vastberaden is zijn dochter weer mee te nemen. Lily weigert mee te komen en vraagt hem waarom hij tegen haar heeft gelogen. Hij geeft toe dat hij erg boos was dat zijn vrouw enkel terugkwam om haar dochter te zien en niet voor hem terugkeerde. Hij geeft haar uiteindelijk toestemming om bij de familie Boatwright te blijven wonen. Ook Zach wordt al snel vrijgelaten uit de gevangenis.

## Rolverdeling
- Dakota Fanning - Lily Owens
- Queen Latifah - August Boatwright
- Jennifer Hudson - Rosaleen Daise
- Alicia Keys - June Boatwright
- Sophie Okonedo - May Boatwright
- Paul Bettany - T. Ray Owens
- Nate Parker - Neil
- Tristan Wilds - Zachary Taylor
- Hilarie Burton - Deborah Owens

## Productie
Regisseur Prince-Bythewood vertelde dat ze lang werkte aan de bewerking van het boek. Ze zei zich tot in de kleinste detail te hebben verdiept en veel onderzoek te hebben gedaan.
Op 20 december 2007 werd Fanning, samen met Hudson in de hoofdrol gecast. In eerste instantie zou Lourdes Leon, dochter van icoon Madonna, de rol spelen. Madonna verbood haar dit echter. Queen Latifah werd in deze periode ook aangekondigd. Daarbij werd gemeld dat de opnames zouden beginnen in januari 2008.
Er waren enkele conflicten tijdens de opnames. Queen Latifah vertelde in interviews dat ze veel te verduren kreeg met talloze bijen op de set. Daarbij constateerde ze dat scènes met de bijen een van de engste was die ze ooit heeft moeten opnemen.

## Ontvangst
De film ging op 5 september 2008 in première op het Toronto Film Festival. Critici van de Toronto Film Festival vergeleken Fannings rol met de rol die ze eerder speelde in Hounddog (2007). Ook merkten ze op dat, hoewel de film een serieuze en controversiële thema heeft, de film tamelijk "zoet" wordt overgebracht. Na de première op het Toronto Film Festival kreeg voornamelijk Fanning alle lof. Er ontstonden dan ook geruchten dat ze zal worden genomineerd voor een Academy Award voor Beste Actrice bij de Oscaruitreiking van 2009.